# ЗИЛ-130
ЗИЛ-130 (на руски: ЗИЛ-130) е модел съветски камион на компанията „ЗИЛ“.

## История
ЗИС-150 е един от първите съветски автомобили от този клас, проектирани от началото на 50-те години на XX век. Първата генерация на автомобила е лансирана през 1964 година. Камионът бързо се доказва в автомобилния свят и трудовия фронт. От 1964 до 2014 г. са произведени 3 383 312 екземпляра.